# 伊什梅爾 (密蘇里州)
伊什梅爾（英語：Ishmael）是位於美國密蘇里州華盛頓縣的鬼鎮。

## 歷史
伊什梅爾的郵局於1929年設立，其後於1953年停運。

## 地理
伊什梅爾所處的海拔為高於海平面258米（即846英呎），而該地所採用的時區為UTC-6，即北美中部時區（CST）。同時該地設有夏令時間，為UTC-6調快一小時，即UTC-5（CDT）。